# Linia kolejowa Roma – Frascati
Linia kolejowa Rzym–Frascati – jedna z najstarszych linii kolejowych we Włoszech. Była pierwszą linią kolejową w Państwie Kościelnym. Została otwarta w 1856 roku, i ma 24 km długości.